# San Bernardo en las Termas (título cardenalicio)
San Bernardo en las Termas es un título cardenalicio de la Iglesia Católica. Fue instituido por el papa Clemente X en 1670 para sustituir el título de San Salvador en Lauro que había sido sustituido. La iglesia titular es San Bernardo en las Termas, construida en 1598 en una plaza de las Termas de Diocleciano y financiada por Caterina Nobili Sforza, sobrina de Julio III. Fue confiada a Feuillants de la Orden del Císter que la dedicaron a san Bernardo de Claraval.

## Titulares
- Giovanni Bona, O.Cist. (19 de mayo de 1670 - 28 de octubre de 1674)
- Galeazzo Marescotti (23 de marzo de 1676 - 22 de septiembre de 1681)
- Vacante (1681 - 1690)
- Giovanni Battista Costaguti (10 de abril de 1690 - 12 de noviembre de 1691)
- Urbano Sacchetti (22 de diciembre de 1693 - 14 gennaio 1704)
- Lorenzo Casoni (25 giugno 1706 - 21 gennaio 1715)
- Francesco Barberini (6 maggio 1715 - 11 maggio 1718)
- Vacante (1718 - 1721)
- Bernardo Maria Conti, O.S.B. (16 luglio 1721 - 23 aprile 1730)
- Henri-Pons de Thiard de Bissy (14 de agosto de 1730 - 26 luglio 1737)
- Vacante (1737 - 1738)
- Domenico Passionei (23 luglio 1738 - 17 febbraio 1755); in commendam (17 febbraio 1755 - 5 luglio 1761)
- Ignazio Michele Crivelli (17 de agosto de 1761 - 29 febbraio 1768)
- Vacante (1768 - 1773)
- Gennaro Antonio de Simone (19 aprile 1773 - 16 de diciembre de 1780)
- Giuseppe Maria Capece Zurlo (17 febbraio 1783 - 31 de diciembre de 1801)
- Vacante (1801 - 1804)
- Carlo Oppizzoni (28 maggio 1804 - 8 luglio 1839)
- Filippo de Angelis (11 luglio 1839 - 20 settembre 1867)
- Vacante (1867 - 1875)
- Victor-Auguste-Isidore Dechamps, C.SS.R. (31 marzo 1875 - 29 settembre 1883)
- Vacante (1883 - 1885)
- Francesco Battaglini (30 luglio 1885 - 8 luglio 1892)
- Vacante (1892 - 1893)
- Giuseppe Melchiorre Sarto (15 giugno 1893 - 4 agosto 1903 fue elegido Papa Pio X)
- Emidio Taliani (12 noviembre 1903 - 24 agosto 1907)
- Pietro Gasparri (19 diciembre 1907 - 22 gennaio 1915); in commendam (22 gennaio 1915 - 9 noviembre 1915)
- Juan Cagliero, S.D.B. (9 diciembre 1915 - 16 diciembre 1920)
- Vacante (1920 - 1923)
- Achille Locatelli (25 maggio 1923 - 5 aprile 1935)
- Alfred-Henri-Marie Baudrillart (19 diciembre 1935 - 19 maggio 1942)
- Beato Clemens August von Galen (22 febbraio 1946 - 22 marzo 1946)
- Georges-François-Xavier-Marie Grente (15 gennaio 1953 - 5 maggio 1959)
- Aloysius Joseph Muench (17 de diciembre de 1959 - 15 de febrero 1962)
- Raúl Silva Henríquez, S.D.B. (22 de marzo de 1962 - 9 de abril de 1999)
- Varkey Vithayathil, C.SS.R. (21 de febrero de 2001 - 1 de abril de 2011)
- George Alencherry, (18 de febrero de 2012)